# Prodasineura incerta
Prodasineura incerta är en trollsländeart som beskrevs av Elliot C.G. Pinhey 1962. Prodasineura incerta ingår i släktet Prodasineura och familjen Protoneuridae. Inga underarter finns listade i Catalogue of Life.